# Iurreta
Iurreta är en kommun i Spanien. Den ligger i Biscayaprovinsen i den autonoma regionen Baskien i norra delen av landet, 300 km norr om huvudstaden Madrid. Antalet invånare är 3 873 (2024). Arean är 18,86 kvadratkilometer. Iurreta gränsar till Abadiño, Amorebieta, Muxika, Berriz, Garai och Durango. 